# Новокузнечная (Лоевский район)
Новокузнечная (бел. Новакузнечная) (до 1938 года Шея) — деревня в Ручаёвском сельсовете Лоевского района Гомельской области Беларуси.
На востоке граничит с лесом.

## География

### Расположение
В 21 км на запад от Лоева, 81 км от железнодорожной станции Речица (на линии Гомель — Калинковичи), 105 км от Гомеля.

## Транспортная сеть
Транспортные связи по просёлочной, затем автомобильной дороге Брагин — Лоев. Планировка состоит из прямолинейной улицы, близкой к мерыядыянальнай ориентации, застроенной двусторонне деревянными крестьянскими усадьбами.

## История
По письменным источникам известна с начала XX века как хутор в Ручаёвской волости Речицкого уезда Минской губернии. В 1908 году. В 1930 году 541 га земли. В 1931 году организован колхоз «Громкий», работала кузница. Во время Великой Отечественной войны оккупанты в 1943 году сожгли 62 двора и убили 26 жителей. Согласно переписи 1959 года в составе совхоза «Заря» (центр — деревня Ручаёвка).

## Население

### Численность
- 1999 год — 37 хозяйств, 88 жителей.

### Динамика
- 1908 год — 15 дворов, 83 жителя.
- 1930 год — 40 дворов, 228 жителей.
- 1940 год — 69 дворов, 339 жителей.
- 1959 год — 199 жителей (согласно переписи).
- 1999 год — 37 хозяйств, 88 жителей.

## Известные уроженцы
- В. Г. Роговская — заслуженный деятель культуры Беларуси.